# Приходская церковь Святого Освальда (Айзенэрц)

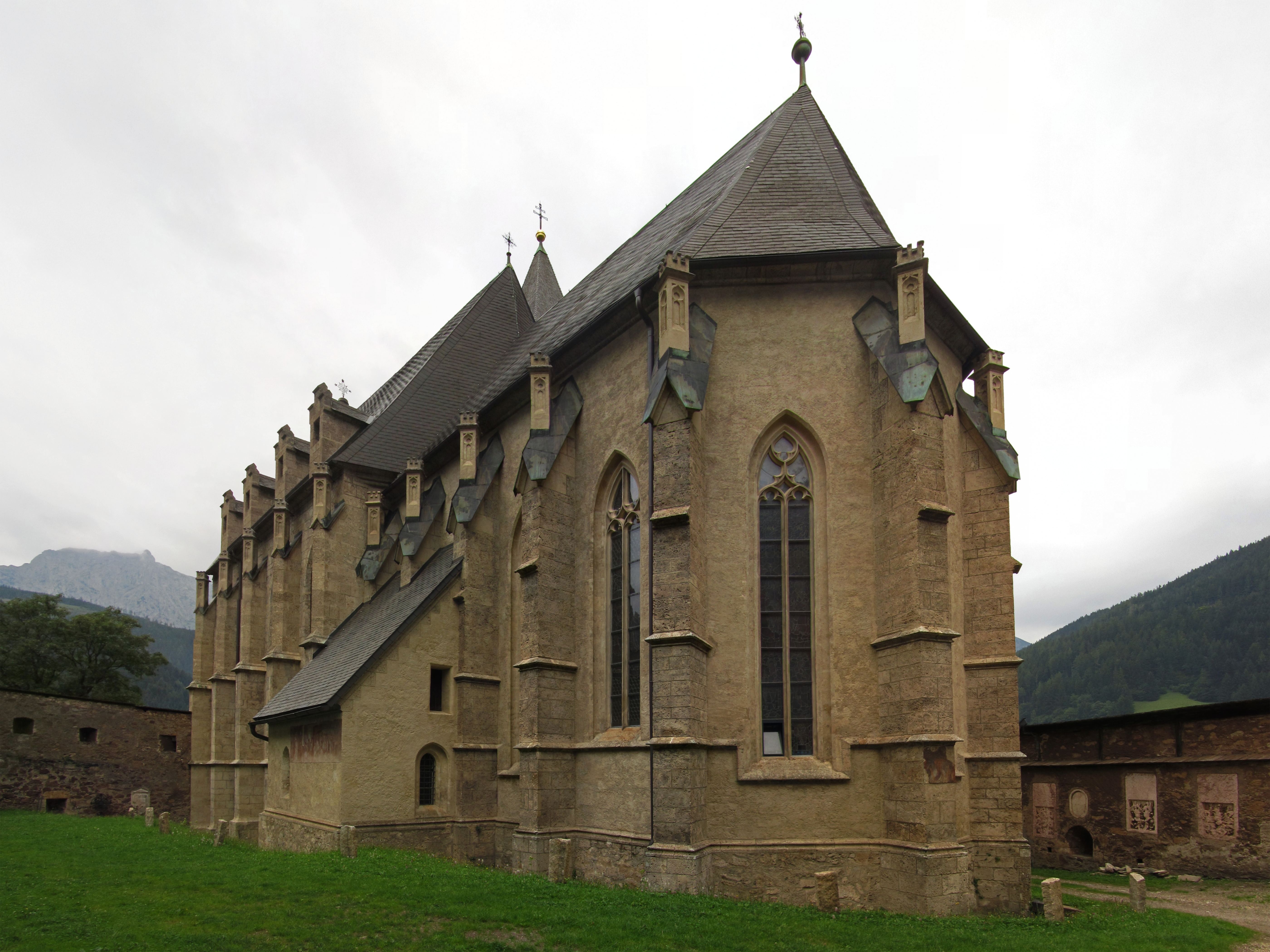
Восточная сторона церкви

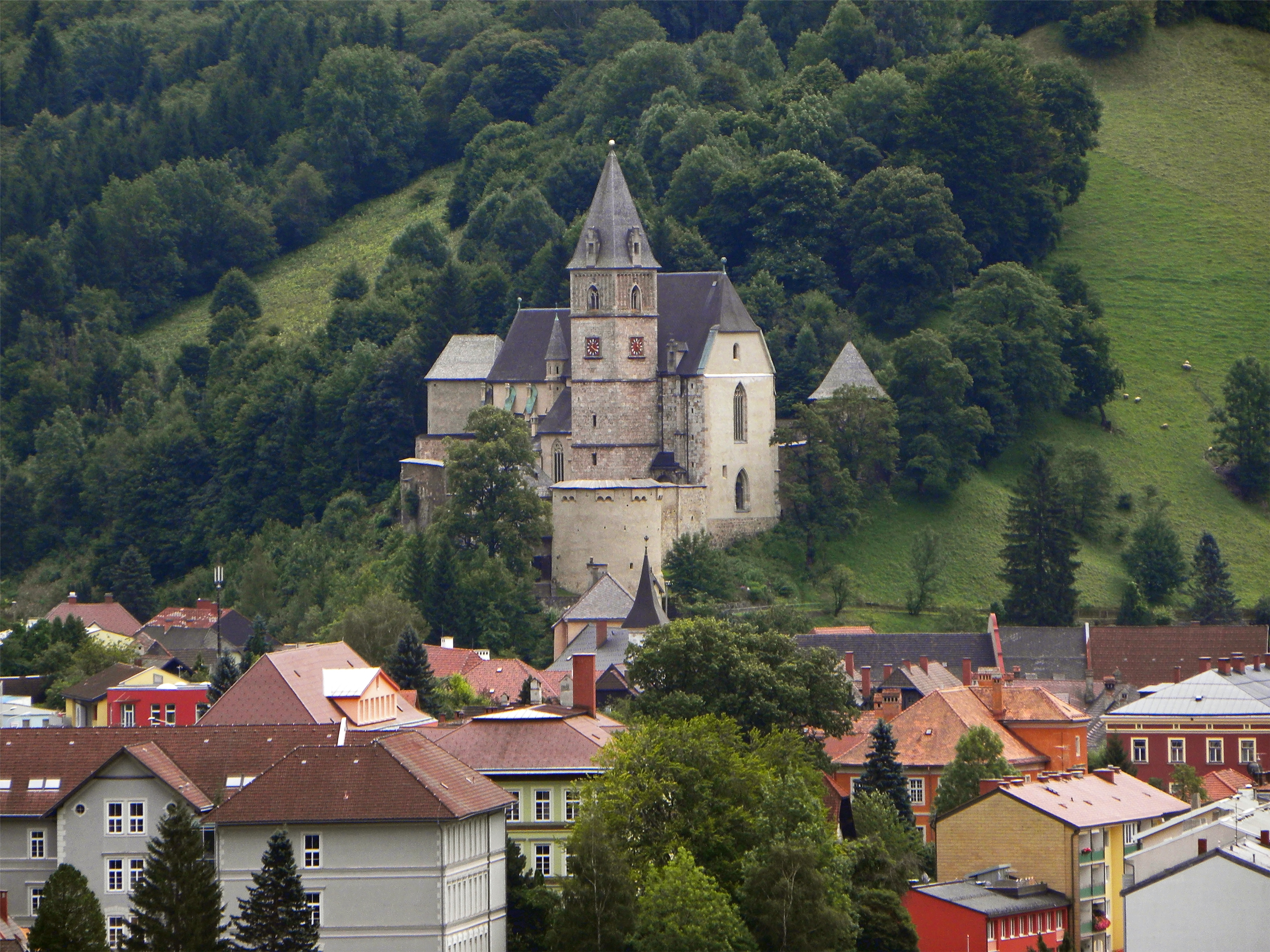
Северный фасад с видом на Айзенэрц

Католическая приходская церковь Святого Освальда — церковь в австрийском городе Айзенэрц земле Штирия, в народе Освальдская церковь. Является крупнейшей приходской церковью в Штирии. Первая церковь на этом месте была построена около 1279 года.
Храм относится к леобенскому деканату, который подчиняется городской общине Айзенэрца. Освящён в честь святого Освальда. Построен в готическом стиле и считается основной работой архитектора Адмонтера Бойхютте. Церковь лежит у северных отрогов Эрцберга, у так называемого птичьего холма.
Утверждаемо, что церковь является единственным в Штирии религиозным памятником протестантизма.